# 도키와촌 (나가노현 기타아즈미군)
도키와촌(일본어: 常盤村)은 일본 나가노현 기타아즈미군에 있던 촌이다. 현재의 오마치시에 해당한다.

## 역사
- 1889년 4월 1일 - 정촌제 시행에 의해 기타아즈미군 도키와촌이 성립하였다.
- 1954년 7월 1일 - 오정, 다이라촌, 야시로촌과 합병해, 오마치시가 성립하여, 동일 도키와촌은 폐지되었다.

## 교통

### 철도
- 일본국유철도
  - 오이토선

### 도로
- 국도 제147호선

## 참고문헌
- 角川日本地名大辞典 20 長野県